# 横山広美
横山 広美（よこやま ひろみ、1975年 - ）は、東京大学国際高等研究所カブリ数物連携宇宙研究機構教授。大学院の学生を東京大学情報学環から受け入れている。専門は科学技術社会論。

## 概要
業績として、先端技術のELSI研究（AIのELSIセグメント、AIオクタゴンメジャメントの提案）、STEMジェンダー研究（社会風土を含むモデル構築）、科学的助言（グループボイスの提案）、Boundary work（予算共同体の提案）、ビッグサイエンスの研究がある。
プロジェクト
- セコム科学技術振興財団　特定研究領域「AI、ゲノム編集等の先進科学技術における科学技術倫理指標の構築」研究代表[2]
- 科学技術振興機構 (JST)　政策のための科学（RISTEX）「多様なイノベーションを支える女子生徒数物系進学要因分析」研究代表[3]　2022年度JST成果集掲載[4]　令和4年度科学技術白書掲載[5]

## 人物・来歴
中学在籍時に科学雑誌Newtonを読んで物理に興味を持つ。同時に科学と社会の関係を意識し、科学ジャーナリストを志した。雙葉高等学校から東京理科大学理工学部物理学科へ進学。物理学専攻で素粒子実験を学んだ後、科学技術社会論に転向。東京大学広報室長（2021年）をつとめた。Kavli IPMUのCD3メンバー。社会データのデータドリブン解析を試みている。

### 略歴
- 2004年 - 東京理科大学大学院理工学研究科物理学専攻 連携大学院 高エネルギー加速器研究機構、博士（理学）[8]
- 2004年 - 東京工業大学 研究員（専門を物理学から科学技術社会論に変更）
- 2005年 - 総合研究大学院大学葉山高等研究センター 上級研究員
- 2007年 - 東京大学大学院理学系研究科 准教授
- 2017年 - 東京大学国際高等研究所カブリ数物連携宇宙研究機構 教授
- 2017年 - 国際物理オリンピック2023協会 理事
- 2022年 - 東京大学国際高等研究所カブリ数物連携宇宙研究機構 副機構長
- 2022年 - 独立行政法人国立高等専門学校機構 理事（非常勤）

## 受賞
- 2007年 日本科学技術ジャーナリスト会議、科学ジャーナリスト賞
- 2015年 科学技術社会論学会、柿内賢信研究奨励賞
- 2022年 第5回東京理科大学物理学園賞

## 論文他
主な論文
- Ikkatai, Y., Hartwig, T., Takanashi, N. et al. Segmentation of ethics, legal, and social issues (ELSI) related to AI in Japan, the United States, and Germany. AI Ethics (2022). https://doi.org/10.1007/s43681-022-00207-y
- Hartwig, T., Ikkatai, Y., Takanashi, N. & Yokoyama, H.M. (2022). 'Artificial intelligence ELSI score for science and technology: a comparison between Japan and the US'. AI & Soc.https://doi.org/10.1007/s00146-021-01323-9
- Y.Ikkatai, T.Hartwig, N.Takanashi & H.M. Yokoyama (2022). 'Octagon Measurement: Public Attitudes toward AI Ethics',International Journal of Human–Computer Interactionhttps://doi.org/10.1080/10447318.2021.2009669
- Ikkatai, Y., Inoue, A., Minamizaki, A., Kano, K., McKay, E. and Yokoyama, H. M.(2021). ‘Masculinity in the public image of physics and mathematics: a new model comparing Japan and England’. Public understanding of science,https://doi.org/10.1177/09636625211002375
- Ikkatai, Y., Inoue, A., Minamizaki, A.,Kano, K., McKay, E. and Yokoyama, H. M.(2021).‘Effect of providing gender equality information on students’ motivations to choose STEM’.PLOS ONE.https://doi.org/10.1371/journal.pone.0252710
- Ikkatai Y.,Inoue A., Kano K., Minamizaki A., McKay E., & Yokoyama H.M.(2019). Parental egalitarian attitudes towards gender roles affect agreement on girls taking STEM fields at university in Japan’.International Journal of Science Education , 41(16), 2254-2270.
- Ikkatai, Y., Inoue, A., Kano, K., Minamizaki, A., McKay, E. and Yokoyama, H. M.(2021)．‘Factors related to girls’ choice of physics for university entrance exams in Japan’.Physical Review Physics Education Research. (17), 010141 –
- Ikkatai, Y., Minamizaki, A., Kano, K., Inoue, A., McKay, E. and Yokoyama, H. M.(2020). ‘Masculine public image of six scientific fields in Japan: physics, chemistry,mechanical engineering, information science, mathematics, and biology’. JCOM 19 (06), A02. https://doi.org/10.22323/2.19060202.
- Ikkatai, Y., Minamizaki, A., Kano, K., Inoue, A., McKay, E. and Yokoyama, H. M.(2020). ‘Gender-biased public perception of STEM fields, focusing on the influence of egalitarian attitudes toward gender roles’. JCOM 19 (01), A08. https://doi.org/10.22323/2.19010208.

著作
- 横山広美『なぜ理系に女性が少ないのか』（2022年）幻冬舎新書（ISBN:4344986768）

オピニオン
- 2022/7/28 朝日新聞　開かれた対話の場、信頼作る
- 2020/8/3 日本経済新聞　経済教室　SNSと現代社会（下）専門家も発信力鍛えよ
- 2019/12/19 毎日新聞　発言　女性活躍推進へ平等度向上を

### 共著
- "Environmental contamination from the Fukushima Nuclear Disaster", 10.4 Proposal for Group Voice, 2019 (ISBN: 1108475809)
- 『危機に立つ日本の科学技術』,2018年 (ISBN: 4880380571)
- 『原発事故環境汚染: 福島第一原発事故の地球科学的側面』, 東京大学出版会  2014年 (ISBN: 4130603124)
- 『アステイオン (78) 【特集】科学を試す』, 公益財団法人サントリー文化財団, アステイオン編集委員会 CCCメディアハウス  2013年 (ISBN: 4484132206)